# Goldenes Buch (Frankfurt am Main)
In das Goldene Buch der Stadt Frankfurt am Main tragen sich seit 1903 Ehrengäste der Stadt während eines Besuchs ein. Es wird im Römer, dem Frankfurter Rathaus, in einem Tresor verwahrt und ist gelegentlich, beispielsweise bei einem Tag der offenen Tür, zu besichtigen. Für seine Führung ist das Protokoll der Stadt Frankfurt am Main im Amt des Oberbürgermeisters verantwortlich.

## Stiftung
Das ursprüngliche Goldene Buch wurde der Stadt 1907 von Ludwig Simon Moritz von Bethmann und Helene von Bethmann gestiftet. Den kostbaren Einband hatte Augusto Varnesi gestaltet. Eine Elfenbeinschnitzerei auf dem vorderen Buchdeckel zeigt Kaiser Karl den Großen bei der Synode von Frankfurt 794, dem Anlass der ersten urkundlichen Erwähnung der Stadt. Flankiert von sechs Bischöfen sitzt der Kaiser auf einem Thron mit der Inschrift KAROLUS MAGNUS / SYNODUS FRANCONOFURTENSIS A.D. DCCXCIV. Über der Schnitzerei zeigt der Einband des Buches den schwarzen Reichsadler, umschrieben von der Devise sub umbra alarum tuarum protege nos, unter der Schnitzerei den Frankfurter Adler mit der Devise Stark im Recht und an den Seiten Wappen von acht Herrscherhäusern, aus denen in Frankfurt gekrönte Kaiser hervorgingen oder die sonst einen Bezug zur Stadt hatten: links die Häuser Hohenstaufen, Nassau, Habsburg und Luxemburg, rechts Wittelsbach, Schwarzburg, Habsburg-Lothringen und Hohenzollern.
Der erste Eintrag ist ein pergamentenes Schmuckblatt von Norbert Schrödl aus dem Jahr 1903 mit der Unterschrift Kaiser Wilhelms. Da das eigentliche Buch zu diesem Zeitpunkt noch nicht fertig war, wurde für den Kaiser eine besonders aufwändige Seite gestaltet, die er als loses Blatt unterschrieb. Das Blatt wurde später als erstes Blatt in das fertige Buch eingeheftet.

## Zeit des Nationalsozialismus
Während der Zeit des Nationalsozialismus verewigten sich auch die Haupttäter des Nationalsozialismus wie Adolf Hitler, Hermann Göring oder Heinrich Himmler im Goldenen Buch. Nach dem Zweiten Weltkrieg stellte sich die Frage, wie mit diesen Einträgen umzugehen sei. Man entschied sich, diese Seiten nicht zu entfernen, ließ aber 13 Seiten (je eine pro Jahr des „tausendjährigen Reiches“) frei, um den Abstand von der NS-Diktatur zu demonstrieren.

## Der neue Einband
1966 waren die 500 Seiten des Buches beschrieben. Sie wurden gegen leere ausgetauscht und in einen neuen schweinsledernen Einband mit prächtiger Goldprägung und Goldschnitt eingebunden, gestiftet von Johann Philipp von Bethmann, der damit die Stiftung seines Großvaters fortsetzte. Entwurf und Ausführung einschließlich einer Kassette lag in den Händen von Josef Kaupp, Kunstbuchbindermeister bei Brönners Druckerei/Inhaber Breidenstein. Bei der Einweihung im Römer durfte sich seine älteste Tochter Inge Erker, geb. Kaupp, auf der ersten Seite eintragen.
Insgesamt hat das Buch heute eine Breite von 38 cm und ein Gewicht von 20 Kilogramm.